# Gerrhonotus ophiurus
Espèce
Synonymes
- Gerrhonotus lemniscatus Bocourt, 1872

Statut de conservation UICN

 LC  : Préoccupation mineure
Gerrhonotus ophiurus est une espèce de sauriens de la famille des Anguidae.

## Répartition
Cette espèce est endémique du Mexique. Elle se rencontre au Veracruz, au Puebla et au Querétaro.

## Publication originale
- Cope, 1867 "1866" : Fifth contribution to the herpetology of tropical America. Proceedings of the Academy of Natural Sciences of Philadelphia, vol. 18, p. 317-323 (texte intégral).